# ピーター・ドウス
ピーター・ドウス（Peter Duus、1933年 - 2022年11月5日）は、アメリカ合衆国の歴史学者。専門は日本近代史、日本帝国史研究。スタンフォード大学名誉教授、同フーヴァー研究所研究員。

## 経歴
ハーヴァード大学で博士（歴史学）の学位を取得。イギリス帝国史研究で進展した「非公式帝国」論など、帝国史研究における新しい概念を導入することで、戦前日本の帝国史・植民地統治に関する研究の進展を促進した。2022年11月5日、死去。享年88。

## 家族・親族
- 妻：ドウス昌代は作家。妻の著作の英訳も担当している。また、1990年には夫婦で長谷工アーベストのCMに出演していた。

## 著作

### 単著
- Party rivalry and Political Change in Taisho Japan (Harvard University Press, 1968).
- Feudalism in Japan (Knopf, 1969).
- The Rise of Modern Japan (Houghton Mifflin, 1976).
- The Abacus and the Sword: the Japanese Penetration of Korea, 1895-1910 (University of California Press, 1995).
- Modern Japan (Houghton Mifflin, 1993, 2nd ed., 1998).

### 共著
- （バーナード・S・シルバーマン、テツオ・ナジタ）『アメリカ人の吉野作造論』（宮本盛太郎・大塚健洋・関静雄訳, 風行社, 1992年）

### 編著
- The Cambridge History of Japan Vol.6. The Twentieth Century (Cambridge University Press, 1989).
- The Japanese Discovery of America: a Brief History with Documents (Bedford Books, 1997).

### 共編著
- The Japanese informal Empire in China, 1895-1937, co-edited with Ramon H. Myers and Mark R. Peattie, (Princeton University Press, 1989).
- The Japanese wartime Empire, 1931-1945, co-edited with Ramon H. Myers and Mark R. Peattie, (Princeton University Press, 1996).
- （小林英夫）『帝国という幻想――「大東亜共栄圏」の思想と現実』（青木書店, 1998年）

### 翻訳
- Masayo Umezawa Duus, Unlikely Liberators : the Men of the 100th and 442nd (University of Hawaii Press, 1987).(原著『ブリエアの解放者たち』文藝春秋, 1983年）
- Masayo Duus, The Life of Isamu Noguchi : Journey without Borders (Princeton University Press, 2004).（原著『イサム・ノグチ――宿命の越境者』講談社, 2000年）

## 出演

### CM
- 長谷工アーベスト 企業CM（1990年。妻と共に出演）